# István Apáthy

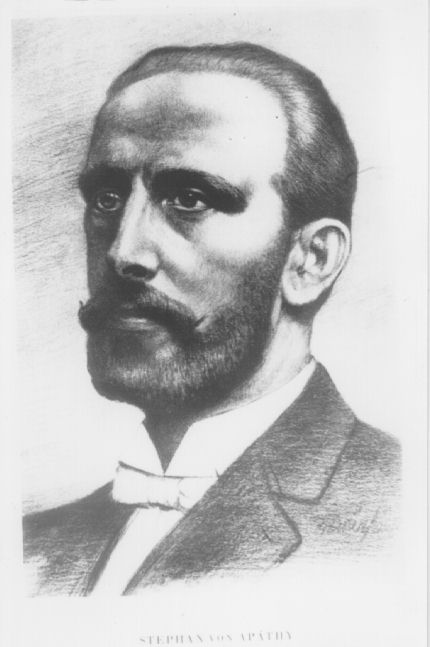
István Apáthy.

István Apáthy, född 4 januari 1863 i Pest, död 27 september 1922 i Szeged, var en ungersk zoolog och anatom.

## Biografi
Apáthy blev professor i zoologi och jämförande anatomi 1890 vid universitetet i Kolozsvár. Han var en övertygad ungersk patriot, kastades i fängelse under första världskriget då han ej ville erkänna den nya rumänska överhögheten och blev 1921 professor i Szeged, dit universitetet flyttats. 
Apáthy utförde undersökningar över nervvävnaders struktur och gjorde på detta område betydelsefulla upptäckter. Framför allt lyckades han i verket Das leitende Element des Nervensystems und seine topographischen Beziehungen zu den Zellen (1897) med en elektiv färgningsmetod (med guldklorid) för första gången och med oanad skärpa framställa nervelementens för dessas ledningsförmåga så grundviktiga trådstrukturer, neurofibrillerna hos ryggradslösa djur. Dylika studier av ryggradsdjuren utfördes av andra forskare, bland annat tysken Albrecht Bethe och den spanske nobelpristagaren Santiago Ramón y Cajal.